# Дача Мария
Мария — вилла постройки начала XX века в стиле неоклассицизма, в посёлке Симеиз в Крыму, расположенная по адресу ул. Владимира Луговского, 3 а, возведённая в 1911—1912 году Я. П. Семёновым для владельца Ф. А. Стукова. Памятник градостроительства и архитектуры регионального значения.

## История
В 1906 году протоиерей Фёдор Андреевич Стуков, приобрёл, одним из первых в восточной части посёлка, у владельца Нового Симеиза И. С. Мальцова дачный участок № 53 площадью 233 квадратных сажени. 18 июня 1910 года, дополнительно прикупил соседний, № 54, в 200 квадратных саженей — итого 433 квадратных сажени (примерно 19,7 сотки). В 1911 году, по проекту главного зодчего Нового Симеиза, военного инженера генерал-майора Я. П. Семёнова, началось строительство дачи, которым руководил также Яков Семёнов. Чтобы нивелировать крутизну склона, вначале сложили из камня высокую подпорную стену, на образованной которой площадке была к 1912 году построена трёхэтажная дача из 14 комнат «частью для себя, частью для сдачи внаём». Там же выстроили флигель и разбили маленький парк. 25 октября 1913 года Фёдор Стуков докупил у И. С. Мальцова, видимо, пустующие 57 квадратных саженей и общая площадь владения составила 490 квадратных саженей (примерно 22,3 сотки).

## После революции
16 декабря 1920 года приказом председателя Революционного комитета Крыма были изъяты «из частного владения как разных ведомств, так и частных лиц все имения Южного берега Крыма в районе от Судака до Севастополя включительно» и передавались в ведение специально созданного Управления Южсовхоза. В здании дачи был открыт пансион «Вилла Мария», по неподтверждённым данным, для состава Красной армии, в последующее советское время — корпус противотуберкулёзного госпиталя Одесского военного округа. Последние десятилетия 2000-х — филиал Алупкинского санатория Министерства обороны Украины.